# Monument aux morts de la Première Guerre mondiale (Montauban)
Le monument aux morts est situé cours Foucault, à Montauban, département de Tarn-et-Garonne.

## Historique
Le comité montalbanais du monument aux morts a passé commande en août 1921 à Antoine Bourdelle du monument aux morts de la ville de Montauban. Le sculpteur a présenté plusieurs projets entre 1921 et 1925. Finalement le projet choisi représente un temple à colonnes contenant l'autel des morts devant lequel se trouve une sculpture en bronze représentant la France victorieuse. Celle-ci regarde l'horizon qui symbolise l'avenir. De part et d'autre, posés sur le socle, un bouclier représentant le Droit, et le serpent comme image de l'intelligence.  Le bronze représentant la France victorieuse est fondu en 1925. Il est expédié à Montauban en 1926. Le temple à colonnes est construit à partir de 1928. Le monument est inauguré le 13 novembre 1932.
Sur le socle a été gravé les noms des Montalbanais morts durant les deux guerres mondiales. Des plaques honorent les disparus dans la guerre d'Indochine et en Algérie.
Ce monument aux morts est inscrit au titre des monuments historiques le 29 avril 2005.

## Description
Le monument représente La France victorieuse regardant vers l'avenir.